# 中華體育館
中華體育館，全名中華體育文化活動中心，是臺灣臺北市曾經存在的大型體育館，位在松山區南京東路四段與敦化北路口、在臺北體育館對面，1963年10月啟用。在1988年因活動造成屋頂失火，後來拆除；一度有計畫重建，但不成功，後來原址已不做體育館使用。

## 沿革

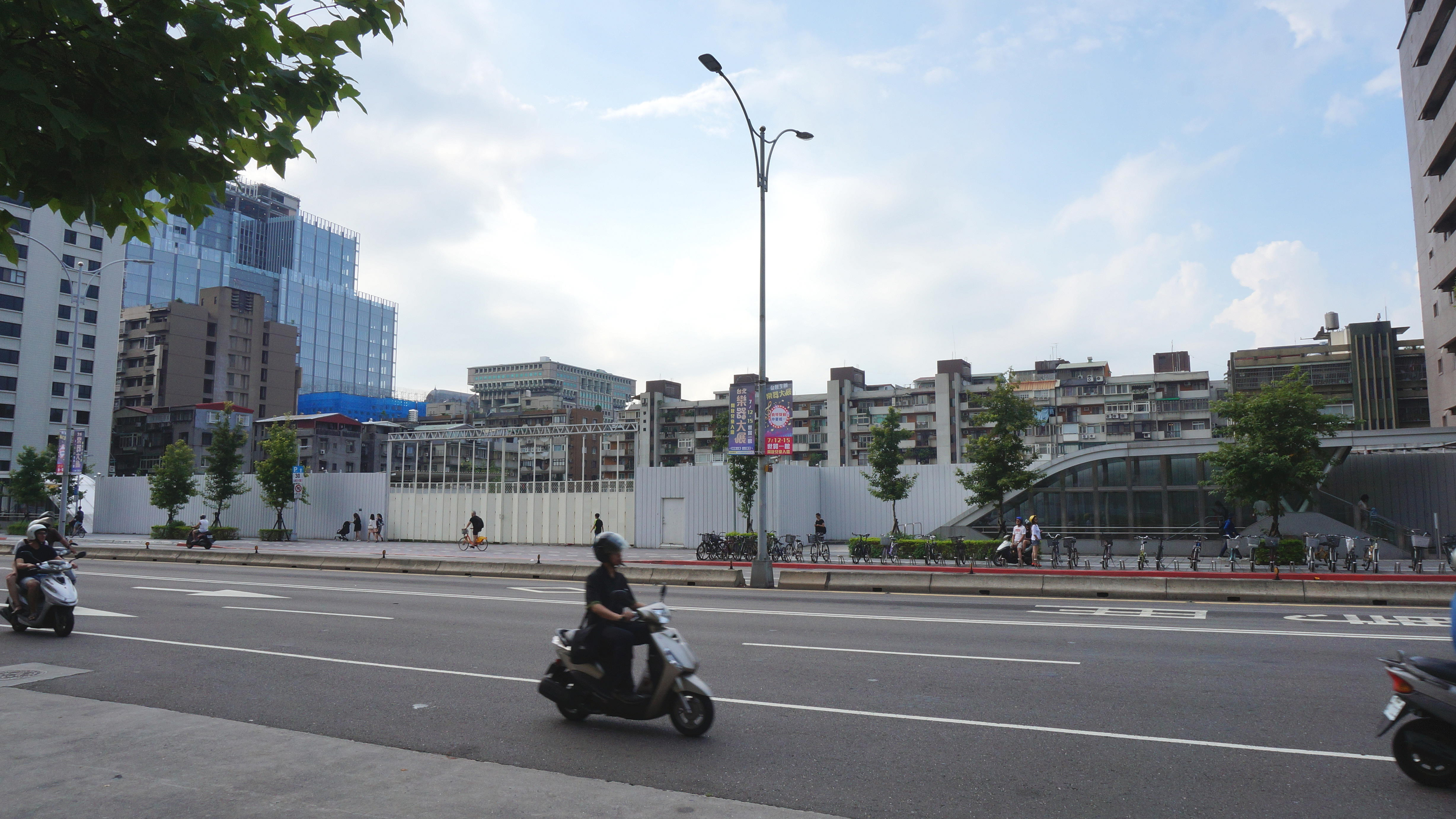
中華體育館原址現況（攝於2019年）

- 中華民國籃球協會爭取到1963年第二屆亞洲籃球錦標賽的舉辦權，但苦無大規模的場館，於是時任籃協理事長易國瑞找來了泰國華僑出身的僑泰興企業暨中泰賓館創辦人林國長，林國長設立「中華體育文化活動中心基金會」（後改名「中華基金會」），耗資新臺幣三千萬元於南京東路上興建了中華體育館。1963年3月28日，台灣省政府主席黃杰、中國奧林匹克委員會主席楊森主持中華體育館破土典禮[2]；同年10月可容納觀眾一萬兩千名的中華體育館完工[3]，並於11月舉行了第二屆亞洲籃球錦標賽[4]。
- 1972年2月10日，三台聯播在中華體育館舉行的晚會《中興之夜》[5]。
- 1972年5月20日，三台聯播在中華體育館舉行的慶祝中華民國總統蔣中正就職特別節目《萬眾歡騰》。
- 1984年1月7日及8日，鄧麗君15週年巡迴演唱會在中華體育館舉辦台北站，臺灣電視公司轉播，是台灣本土首次大型商業演唱會。
- 1983年和1984年12月31日，羅大佑在中華體育館舉辦跨年歲末演唱會。
- 1984年5月20日，第七任中華民國總統副總統就職慶祝大會《四海同心聯歡晚會》在中華體育館錄影，中國電視公司轉播、三台聯播。
- 1986年12月31日，滾石唱片在中華體育館舉辦快樂天堂跨年演唱會，是台灣第一場跨年演唱會。
- 1988年5月28日及29日，梅艷芳在中華體育館舉辦兩場百變梅艷芳演唱會，她是第一位來台灣舉辦大型售票演唱會的香港歌手[6]。
- 1988年11月5日，第25屆金馬獎在中華體育館舉行頒獎典禮，臺灣電視公司轉播，是金馬獎頒獎典禮首次在中華體育館舉行。
- 1988年11月20日，鴻源機構租借中華體育館舉辦四周年慶「團結大會」，鴻源機構工作人員於館內施放沖天炮，館方保全員上前阻止卻遭鴻源機構工作人員阻攔，炮火射進館頂防水層引發大火，館頂被燒毀[7]。
- 1988年11月25－27日，齊豫和齊秦原定將於中華體育館舉辦三場《天使與狼》演唱會，因中華體育館火災而改成一場三萬人戶外演唱會。
- 1990年，曾經承諾會將中華體育館拆除重建的鴻源機構倒閉，中華體育館重建工程停止[8]。最後中華體育館被全部拆除。
- 1993年，僑泰興企業董事長林命嘉（林國長之次孫）所負責的中華體育文化活動中心基金會展開中華體育館原地重建計畫，新館由建築師李祖原設計，重建工程由達欣工程承攬，預估重建總經費新臺幣二十五億三千多萬元[9]。
- 1996年2月15日，中華體育館重建工程由臺北市市長陳水扁主持動土典禮，新館已經正式命名為「中華體育文化活動中心」，主體建築高31公尺、長寬各80公尺，正門精神牌樓高55公尺，地下一、二層為商圈，地下三、四層為停車場，台北捷運南港線將從地下四層穿過。達欣工程董事長兼籃協理事長王人達表示，1991年達欣工程接下中華體育館重建工程以後，為了新館的規劃與重建工作，代墊費用不下新臺幣一億元，但三年前因貸款問題而被迫停工至今；如今在臺北市政府的支持下，達欣工程將在農曆年後立即開工。王人達表示，新館進行棒球與足球以外各種球類比賽均不成問題，不過當初籃協與中華體育文化活動中心基金會訂有協議，未來的活動應以籃球為第一優先[10]。
- 1999年，中華體育文化活動中心基金會無法支付工程款給達欣工程、李祖原建築師事務所與美國端拿國際實業（Turner International Industries）台灣分公司，債務總計約新臺幣三億六千萬元，上列三家債權人向臺灣臺北地方法院聲請拍賣中華體育館原址以抵償債務；但經過五、六年期間，中華體育館原址拍賣案無人問津。2007年1月，中華體育館原址拍賣案由臺灣臺北地方法院民事法官鄭麗燕採分割方式再行拍賣，第一筆土地288坪、以每坪新臺幣一百萬元的天價賣出，收回新臺幣二億八千八百萬元；但扣除地價稅與土地增值稅總計新臺幣二億六千多萬元，其餘款項按債權比例分還三家債權人，達欣工程的新臺幣二億七千萬元債權僅分得新臺幣一千六百萬元，仍未清償李祖原的新臺幣九千五百萬元債權與端拿國際的新臺幣四百多萬元債權。2007年1月初，林命嘉委託律師向臺灣臺北地方法院表示願意在本月19日以現金清償全部債務，當時中華體育館原址市價新臺幣三十多億元[9]。
- 2006年8月，台北捷運松山線台北小巨蛋站興建工程開工，臺北市政府捷運工程局徵收中華體育館原址部分土地興建本站出口；林命嘉決定，中華體育館原址重新進行土地開發，不做體育館使用。
- 2014年1月17日，臺北市政府發函臺北市松山地政事務所，要求中華體育館原址共14筆地號加註「公益用途」。林命嘉與持有中華體育館原址三成土地的吳姓地主提起行政訴訟指出，加註「公益用途」等於限定中華體育館原址只能作公益用途，沒有法律依據。2014年6月26日，臺北高等行政法院判決，臺北市政府的要求沒有任何法律依據，臺北市松山地政事務所應塗銷加註；臺北市政府體育局局長何金樑表示，中華體育館原址是中華基金會名下土地，應作公益用途[11]。
- 2015年2月14日，臺北市市長柯文哲提到，中華體育館原址已閒置超過二十年。臺北市政府體育局副局長丁若亭表示，中華基金會由私人出資成立，一直想重建中華體育館，但缺乏資金；該會有意將中華體育館原址朝向商業開發，惟還須評估，臺北市政府仍希望朝公益方向使用[12]。